# Буллингер, Этельберт Уильям
Этельберт Уильям Буллингер (англ. Ethelbert William Bullinger)  (15 декабря 1837, Кентербери – 6 июня 1913) — библеист, англиканский священнослужитель,  теолог-диспенсационалист, AKC.

## Биография
Родился в Кентербери, Кент, Англия, и был самым младшим из пяти детей Уильяма и Мэри (Бент) Буллингер. Его семья происходит из потомков Генриха Буллингера.
Он получил формальное теологическое образование в Лондонском королевском колледже с 1860 по 1861 год, получив степень ассоциата. После получения диплома 15 октября 1861 года, он женился на Эмме Добсон, которая была старше его на 13 лет. В 1881 году он получил степень доктора богословия от Арчибальда Кэмпбела Тейта, архиепископа Кентерберийского, который упомянул его «выдающееся служение Церкви в департаменте Библейской критики».
Среди друзей Буллингера — известный сионист доктор Теодор Герцль. Они были близкими друзьями, но принимали во внимание веру Буллингера в то, что Библия делает различие между Церковью и иудейским народом.

## Основные труды Буллингера
- A Critical Lexicon and Concordance to the English and Greek New Testament (1877) ISBN 0-8254-2096-2;
- Figures of Speech Used in the Bible (1898) ISBN 0-8010-0559-0
- The Companion Bible (опубликована в 6 частях, 1909-1922 ISBN 0-8254-2177-2) (главный редактор). Этот труд был завершён после его смерти его коллегами.

## Тринитарное библейское общество
В 1867 году, в возрасте 29 лет, Буллингер был назначен церковным секретарём Тринитарного библейского общества (TBS), служение, которое он исполнял вплоть до самой смерти, с редкими перерывами во время болезней в его поздние годы,
Достижения TBS во время его служения:
- Составление и публикация перевода Нового Завета на еврейский язык по договору TBS с Кристианом Давидом Гинзбургом после кончины Исаака Залкинсона.
- Публикация первого издания Танаха Гинзбурга (Introduction to the Massoretico-Critical Edition of the Hebrew Bible).
- Образование Бретонского евангелического миссионерского общества под руководством Пастера ЛеКота и перевод Библии на бретонский язык.
- Самая первая протестантская португальская Библия с примечаниями.
- Распространение Библий на испанском языке в Испании после Испанской революции 1868.

Буллингер также занимался музыкой. Участвуя в поддержке Бретонской миссии, он собрал, гармонизировал и аранжировал несколько бретонских гимнов во время визитов в Тремель, Бретань.
Поддержка Генри Чарльза Боукера и Чарльза Уэлча помогла уменьшить объём работы Буллингера в TBS. Их сотрудничество позволило ему сосредоточиться в конце жизни на The Companion Bible.  Буллингер и Гинзбург расстались, и следующее издание Танаха было опубликовано Британским и иностранным библейским обществом.